# Burg Moregg
Die Ruine der Burg Moregg liegt auf dem Gemeindegebiet von Obersaxen im schweizerischen Kanton Graubünden.

## Lage
Die Ruinen der Spornburg liegen auf 1250 m ü. M. westlich von Surcoulm beziehungsweise östlich des Weilers Egga auf einem felsigen Bergsporn. Die Anlage ist von der Fahrstrasse aus auf einem schmalen Weg durch ein kleines Bachtobel in wenigen Minuten gut erreichbar.

## Name

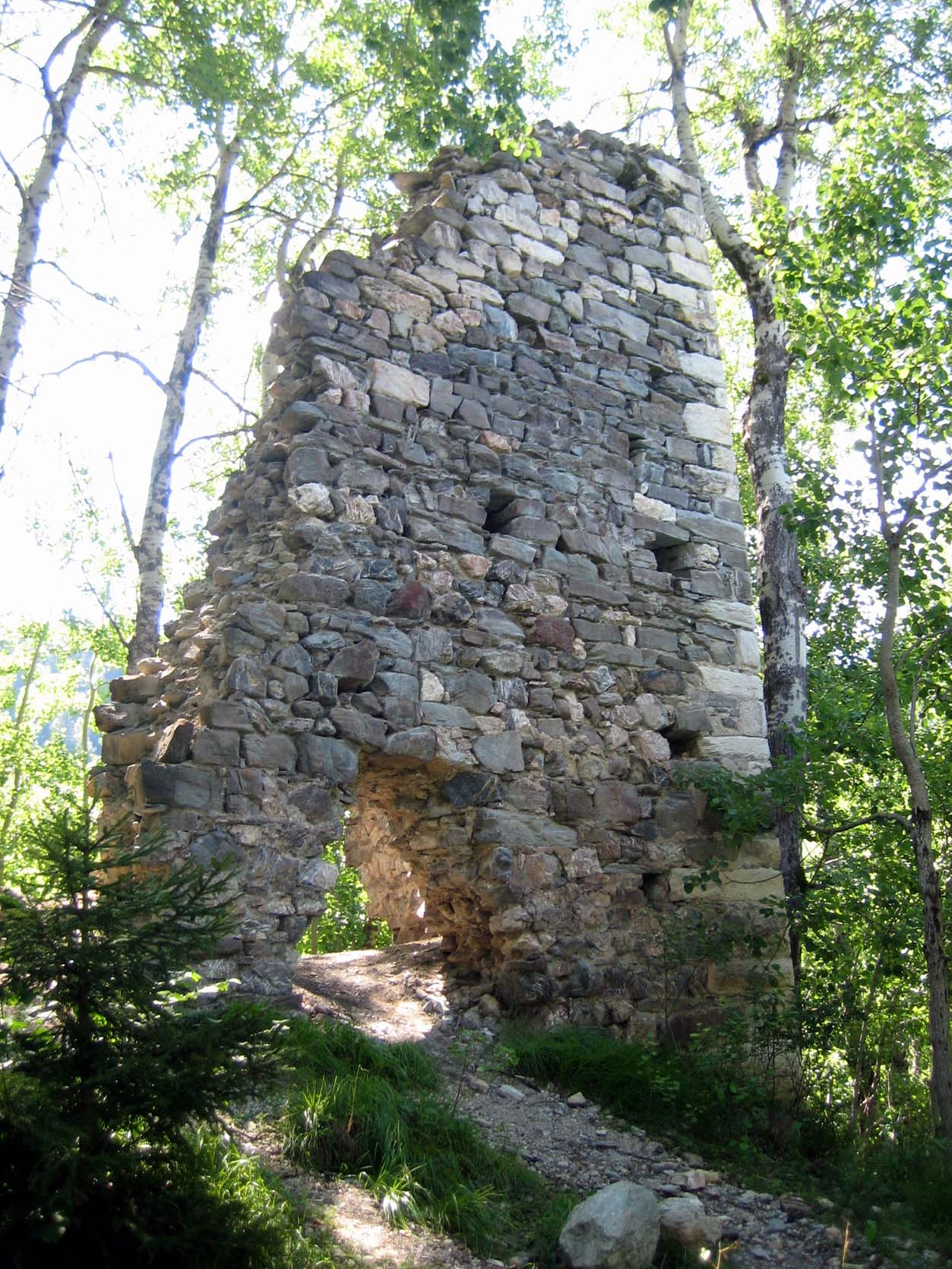
Turm mit Durchgang

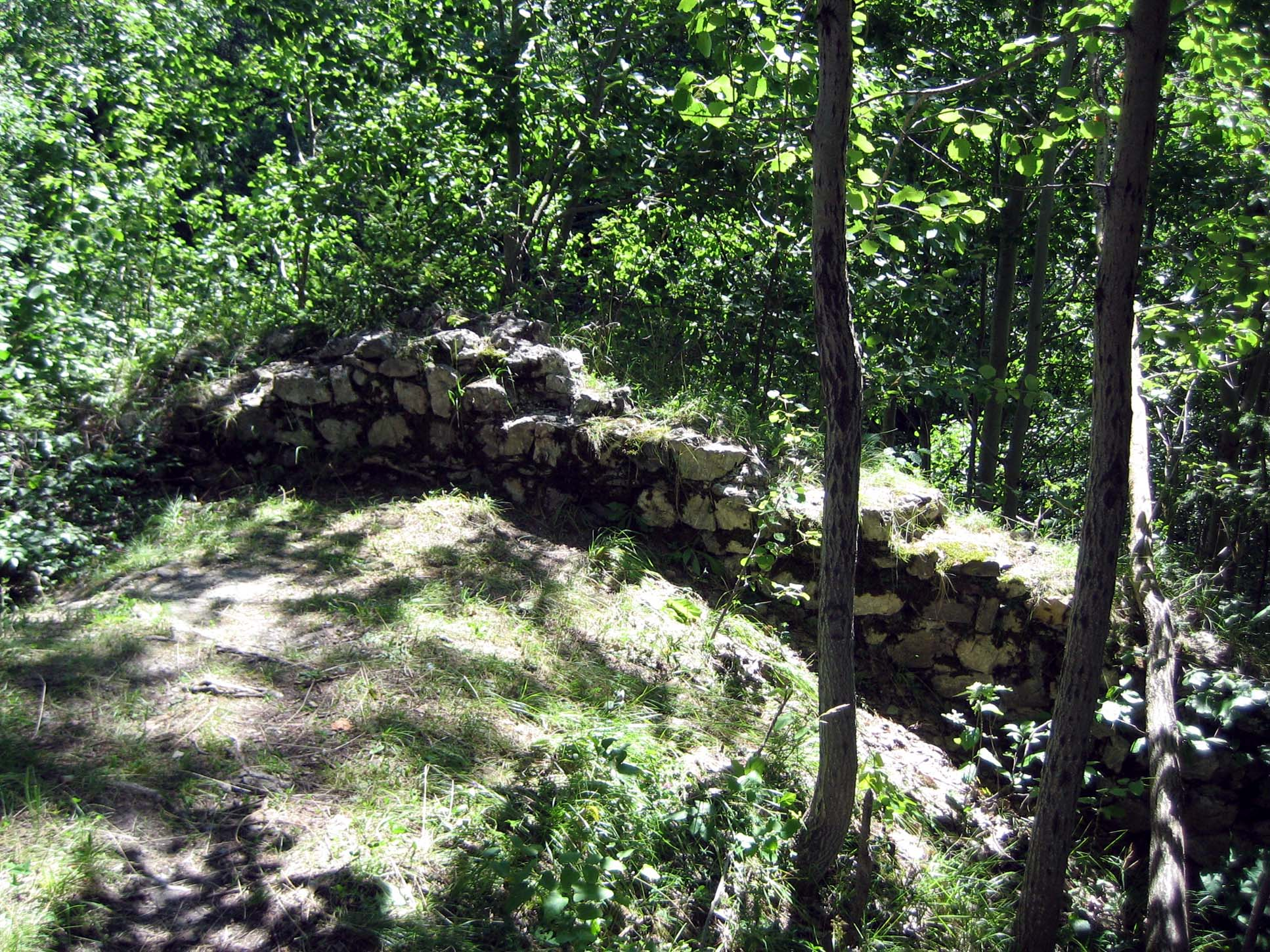
Untere Ringmauer

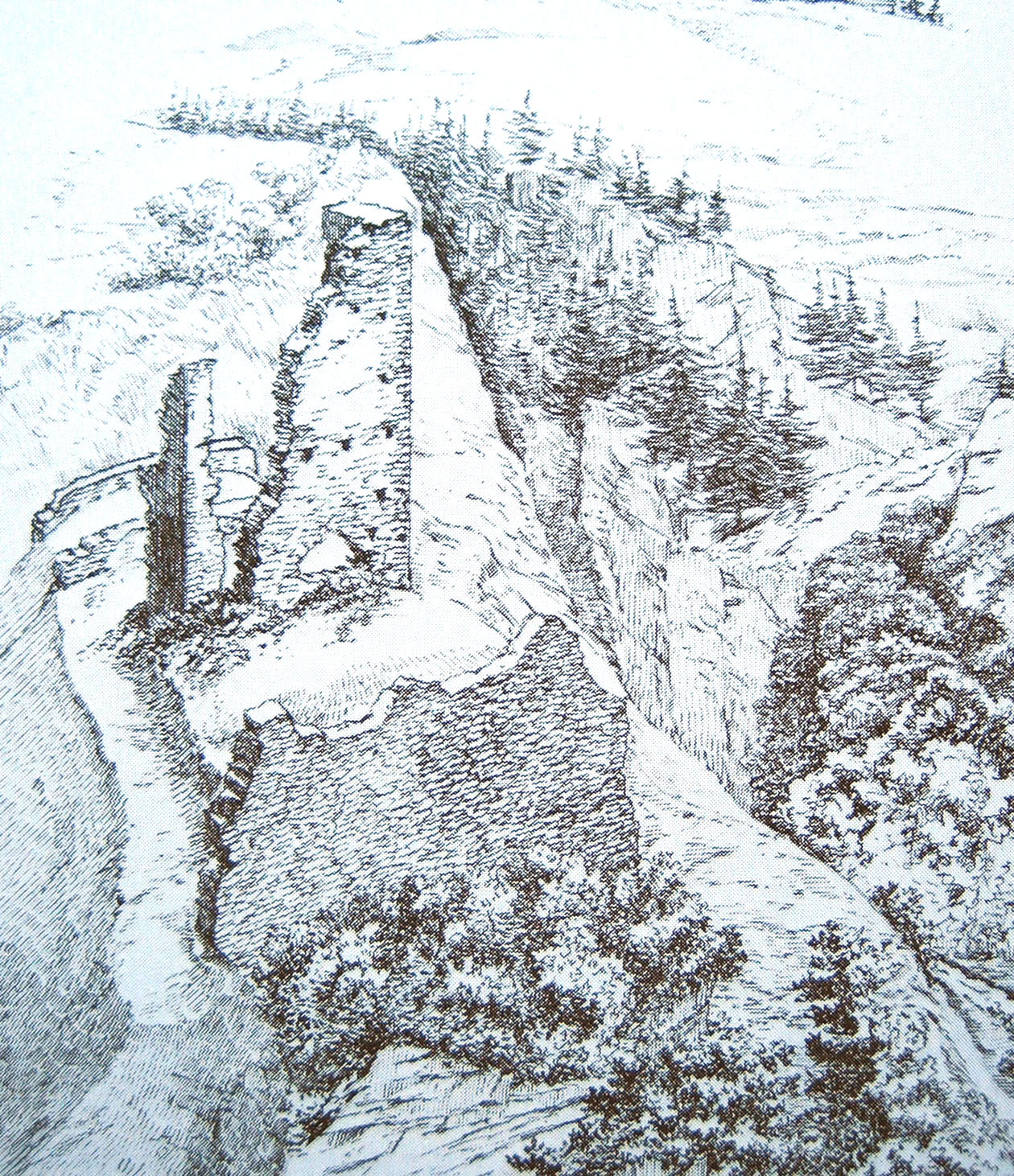
Zeichnung von 1894

In Obersaxen stiessen deutschsprachige Siedler in ein rätoromanisches Gebiet vor, in dem vermutlich bereits Burgen standen. Da auf keiner der vier Burgen der Name eines Rittergeschlechts erscheint ist zu vermuten, dass der Burgname einfach mit dem Namen des Siedlers gebildet wurde, zu dessen Gebiet die zerfallende Burg gehörte.
Der Name Moregg erscheint 1573 bei Ulrich Campell als Moreccium, 1617 bei Fortunat Sprecher als Moreck und 1742 bei Nicolin Sererhard als Morek. Am ehesten kommt eine Herkunft vom Personen- oder Übernamen (Mohr, Schwarzer) in Frage. Das ursprünglich niederdeutsche Wort Moor ist erst seit dem 17. Jahrhundert im Neuhochdeutschen vertreten und kommt damit als Erklärung des Namens nicht in Frage.

## Anlage
Im Zentrum der Anlage steht ein rechteckiger Bergfried, von dem sich noch eine Mauereck bis zu einer Höhe von drei Geschossen erhalten hat. Die Abmessungen betragen 10,8 auf 9 Meter bei einer Mauerstärke von 1,5 Metern. Auffallend sind die hellen Ecksteine mit Bossen und Kantenschlag. Innen und aussen finden sich Spuren eines älteren Pietra Rasa und eines jüngeren Glattverputzes. Reste eines Hocheingangs im zweiten Geschoss, wie sie Poeschel gegen Ende der 1920er Jahre beobachten konnte, sind verschwunden. Vom Bering hat sich auf der Westseite unmittelbar über dem Felsabsturz ein sieben Meter hohes Stück erhalten. Spuren eines Tores oder weiterer Gebäude sind nicht erkennbar.

## Geschichte
Schriftliche Unterlagen über Entstehung und Geschichte der Burg fehlen. 1468 wird jedoch bei der Einigung über das Erbe der Rhäzünser zwischen Jo Niclaus von Zollern und Jörg Schenk das guot Moreck erwähnt; demzufolge dürften Gut und Burg Moreck rhäzünsisch gewesen sein. Als in der Mitte des 14. Jahrhunderts die dort siedelnden Walser die niedrige Gerichtsbarkeit erhielten, war die Anwesenheit von Rhäzünser Ministerialen nicht länger notwendig, und Moregg wurde verlassen.